# Matteo Centurioni
Matteo Centurioni (Mestre, 1974. május 8. –) olasz labdarúgóhátvéd.

## Pályafutása

### Játékosként
Centurioni az 1992-1993-as szezonban kezdte pályafutását a Venezia másodosztályban szereplő csapatánál. 1995-ben az akkor harmadosztályú Lecce játékosa lett, amely csapattal a következő két évben két osztályt is ugorva az élvonalba jutott. A Seria A-ban már az 1998-1999-es idényben, a Cagliari játékosaként mutatkozott be, miután az azt megelőző évben megnyerték a másodosztályt. 1999-ben a Treviso csapatához igazolt, ahol öt év alatt 149 bajnokin lépett pályára a másod- és a harmadosztályban. Ezt követően megfordult még a Ravenna és a Novara csapatában.

### Edzőként
Visszavonulását követően csatlakozott a Novara edzői stábjához. A következő évben kinevezték az utánpótlásért felelős igazgatónak, a következő szezonban pedig Udinesében nyert csapatával U17-es bajnokságot. Ezt követően a Venezia és a Padova csapatainál dolgozott.